# Florencio Antonio Lorenzo Silva
Florencio Antonio Lorenzo Silva dirigió la Secretaría de Estado de Finanzas, (Hoy Ministerio de Hacienda) ,

## Biografía
Florencio Antonio Lorenzo Silva, humilde líder formador y docente universitario, nació el día 10 de mayo de 1926, en la ciudad de San Cristóbal (provincia), fruto de la relación matrimonial existente entre su padre, Cristóbal Lorenzo Medina, y su madre, Pralina Silva; siendo el 3.º de 5 hijos procreados por sus padres. El 10 de septiembre de 1949 contrajo nupcias con la Señorita Dilcia Mireya Puesan Simonó con quien procreó siete hijos. Cristina Elizabeth, Arturo Abel, Urda Jacqueline, Milka Argelia, Fé Milagros, Pralina Mireya y Leiden Lucila Lorenzo Puesan.

## Educación
Florencio Lorenzo Silva vivió su infancia y adolescencia en San Cristóbal. donde dio sus primeros pasos por los senderos del conocimiento humano. Prestando servicios voluntarios durante este periodo en el cuerpo de bomberos civiles en la provincia de San Cristóbal. Amigo leal, fiel servidor público, con trato humano hacia los ciudadanos, de perfil discreto y exitoso profesional.
Se recibió en la primera promoción de Licenciatura en Finanzas de la Universidad Autónoma de Santo Domingo UASD como Licenciado en Finanzas en 1966. Fue becado por el programa alianza para el Progreso en la Universidad de Puerto Rico en Río Piedras donde recibió el título junto a sus compañeros Víctor Melitón Rodríguez y Raimundo Amaro Guzmán, de Maestro en Arte y Ciencias de la Administración Pública y en Whashintong Estudios Sobre Dirección y Organización de Adiestramiento. Participó en múltiples eventos técnicos académicos nacionales e internacionales y fue el primer dominicano designado como Presidente del Centro Interamericano de Administraciones Tributarias CIAT.
Le sorprendió la muerte el 6 de mayo de 1996 y a su sepelio, que abarcó varios días, asistieron, desde los más humildes, agradecidos por su altruismo y generosidad, hasta los empleados públicos bajo su mando, y muchos ciudadanos agradecidos por el trato humano y amistad de este servidor público ejemplar, además de una nutrida comisión de directores generales de Impuestos Internos de otros países latinoamericanos y la comisión del Centro Interamericano de Administradores Tributarios CIAT.

## Maestro
Educador incansable, tanto en el servicio a la administración pública donde se desempeñó como Director de la Escuela de Entrenamiento Fiscal, como catedrático en universidades tales como Universidad Nacional Pedro Henríquez Ureña UNPHU., Universidad Acción Pro-Educación y Cultura UUNAPEC. e Instituto Tecnológico de Santo Domingo INTEC., donde impartió cátedras durante largos años, también ponencia y disertaciones ante organismo públicos y privados sobre la materia tributaria.

## Trabajos
Se desempeñó en la Dirección General de Impuestos Internos como, Director de la Escuela de Entrenamiento Fiscal, Agente Local, Encargado de Personal, Encargado del Departamento de Investigaciones Especiales, Encargado del Departamento de Supervisar las Agencias Locales y Encargado del Departamento de Estudios Técnicos entre otros.
Condujo grades reformas y proyectos de leyes y reglamentos dentro de la administración pública específicamente en materia tributaria entre las que se destacan la ley 5911 el impuesto a las transferencias de Bienes Industrializados y servicios, ITBIS, El impuesto IVSS, avances significativos en la implementación del Registro Nacional de Contribuyentes (RNC) y avances tecnológicos informatización de los registros, programas de selección de casos para auditoría, y otras reformas que sentaron las bases para la modernización de la administración tributaria.

## Director de Impuestos Sobre La Renta y Secretario de Estado de Finanzas
EL 27 de febrero del 1984 fue designado director general de Impuesto Sobre La Renta y confirmado en dicho cargo desde esta fecha hasta su muerte, durante varios periodos consecutivos, bajo el mandato de varios Presidentes. Solo fue interrumpida esta trayectoria el 7 de septiembre de 1993. cuando fue designado en la Secretaría de Estado de Finanzas ´- hoy Ministerio de Hacienda- retornando a la posición de Director de Impuestos Internos como el rango de Secretario de Estado el 19 de agosto de 1994

## Honores Y Reconocimientos
Al día de hoy, en honor a su destacada labor en las finanzas públicas, el salón de actos del Centro de Capacitación en Política y Gestión Fiscal lleva su nombre.